# Nederländerna i olympiska vinterspelen 1988
Nederländerna deltog med 11 deltagare vid de olympiska vinterspelen 1988 i Calgary. Totalt vann de tre guldmedaljer, två silvermedaljer och två bronsmedaljer.

## Medaljer

### Guld
- Yvonne van Gennip - Skridskor, 1 500 meter.
- Yvonne van Gennip - Skridskor, 3 000 meter.
- Yvonne van Gennip - Skridskor, 5 000 meter.

### Silver
- Jan Ykema - Skridskor, 500 meter.
- Leo Visser - Skridskor, 5 000 meter.

### Brons
- Leo Visser - Skridskor, 10 000 meter.
- Gerard Kemkers - Skridskor, 5 000 meter.